# 貝汁

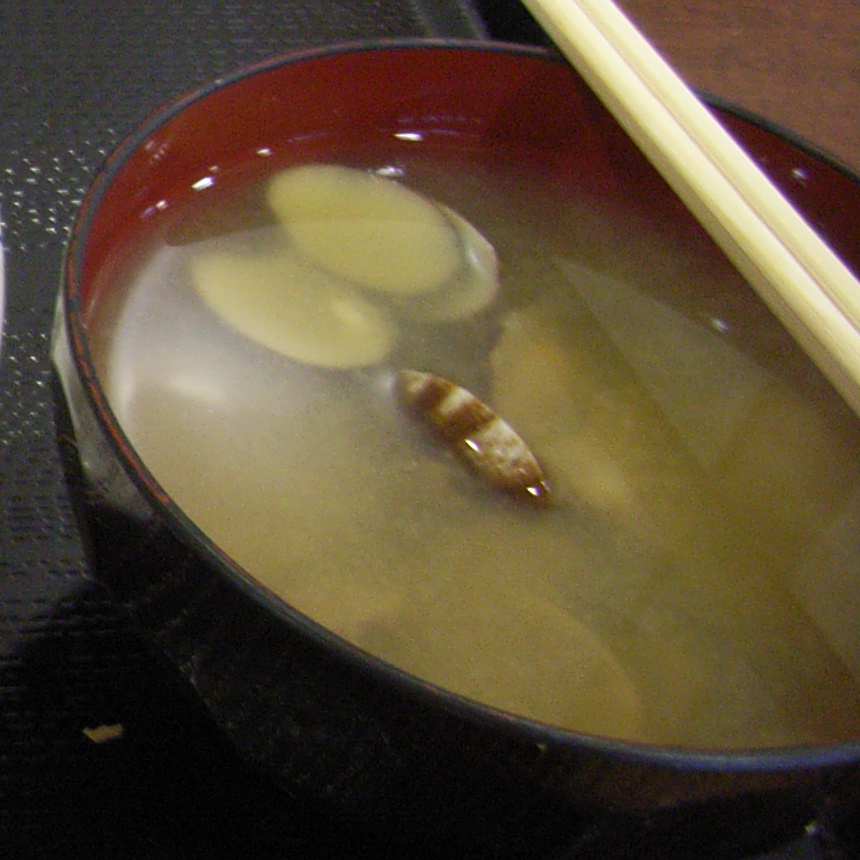
貝汁

貝汁（かいじる）は、アサリ貝を具材とした味噌汁のこと。すまし汁の場合もある。ほとんどの場合、トッピングはアサリ貝のみで、薬味として刻みネギや白髪ネギが添えられる場合もある。

## 具材と作り方
アサリ貝は砂抜きする。地域や季節によりマテ貝を使用する場合もある。
味噌汁の場合は、アサリ貝の煮汁をもって出汁とする。アサリ貝を煮過ぎると硬くなるので、火が通った時点で味噌を加える。
すまし汁の場合は、カツオや昆布を出汁として使う場合もある。